# Züsow
Züsow är en kommun och ort i Landkreis Nordwestmecklenburg i förbundslandet Mecklenburg-Vorpommern i Tyskland.
I kommunen ingår oterna Alt Tollow, Bäbelin, Teplitz, Tollow och Wakendorf.
Kommunen ingår i kommunalförbundet Amt Neukloster-Warin tillsammans med kommunerna Bibow, Glasin, Jesendorf, Lübberstorf, Neukloster, Passee, Warin och Zurow.